# 御茶ノ水ソラシティ
御茶ノ水ソラシティ（おちゃのみずソラシティ）は、東京都千代田区神田駿河台四丁目にある複合施設である。2013年4月12日に開業した。

## 概要
御茶ノ水セントラルビル（旧・日立製作所本社）跡地の再開発に際して、周辺地区や地域文化の交流拠点を併せて整備することで、都が民間都市再生事業計画に認定し、容積率が通常認められていた基準の約1.8倍の970%まで拡大されて整備された複合施設である。
御茶ノ水駅前に求められていた地域に開かれた広場空間を確保できるような建物配置計画とし、緑豊かな約3,000㎡のパブリック空間を建物の前に整備し、さらに地下鉄改札口に接続する約1,400㎡の地下広場を設け、地上地下一体となった大規模な立体都市広場「ソラシティプラザ」を実現した。また隣に建つ大型複合施設「ワテラス」とは地上3階とソラシティの地下1階でつながっている。
開発前に敷地内にあった樹木を保存し、軍艦山・淡路坂などの石垣・レンガ擁壁の保存・再生・蔵の復元など歴史的資源の継承に配慮し、地域に親しまれてきた景観を保存している。
建物は地上23階、地下2階、オフィスを中心とした教育関連施設、カンファレンスセンター、店舗、展示施設からなる。
オフィスはワンフロアあたり907坪のメガフロアで、入居者にあわせ様々なニーズに対応が可能である。

## 施設・テナント
- ソラシティプラザ
地上部と地下の二層構造になっている広場。成城石井などのスーパーマーケットをはじめ、コンビニ・各種飲食店などが15店舗入っている。
- 御茶ノ水ソラシティカンファレンスセンター
- デジタルハリウッド大学駿河台キャンパス
- 宇宙航空研究開発機構(JAXA)東京事務所
- 日本製紙グループ
  - 日本製紙本社
  - 日本製紙クレシア本社
  - ほか
- ニチイ学館本社
- キョーリン製薬ホールディングス本社
  - 杏林製薬本社
- みずほ証券御茶ノ水本社
- 東京都社会保険労務士会

## アクセス
- 東京メトロ千代田線新御茶ノ水駅直結
- 中央線（快速）・中央・総武線（各駅停車）・東京メトロ丸ノ内線 御茶ノ水駅徒歩1分（聖橋口）